# Dream Team House
Dream Team House — российское творческое объединение, тиктокерский дом. Было основано блогерами Даней Милохиным, Никитой Левинским и предпринимателем Ярославом Андреевым. Начало работу в марте 2020 года.

## История
Идея тиктокерского дома — дома, в котором живут и вместе снимают ролики популярные тиктокеры — возникла в США. Первый в мире тиктокерский дом Hype House открылся в декабре 2019 года. По его образу и был создан Dream Team House, ставший первым подобным проектом в России. Основали его тиктокер Даня Милохин, его друг Никита Левинский и предприниматель, основатель рекламного агентства Wildjam Ярослав Андреев.
Дом расположился на севере Москвы и представляет собой большой дом, где живёт и работает группа популярных тиктокеров. Свою совместную жизнь они освещают в социальных сетях и видеохостингах.
Проект официально начался 3 марта 2020 года, когда на TikTok было залито первое видео, где рассказано о том, что будет происходить на этом аккаунте.
По состоянию на 31 марта 2020 года в тиктокерском доме состояли 13 тиктокеров от 18 до 21 года: Аня Покров, Даня Милохин, Артур Бабич, Вероника Герасимовская, Никита Авдеев, Настя Усеева, Маха Горячева, Карина и Марина Манукян, Ксюша Литвинова, Олег Романенко, Влад Кочепасов и Диана Астер. Из них шесть — Аня Покровская, Даня Милохин, Артур Бабич, Вероника Герасимовская, Никита Авдеев и Настя Усеева — жили там постоянно. С ними также жил седьмой человек, менеджер[значимость факта?].
27 июня 2020 года пресс-служба социальной сети «ВКонтакте» объявила об открытии в коллаборации с командой Dream Team House своего дома для блогеров. В рамках договорённости Dream Team будет в этом доме жить и производить контент для «Клипов» — недавно запущенной этой соцсетью ленты коротких вертикальных видеороликов.
В апреле-октябре 2023 года  Янгер, Влад Левский, Тен Юджин, Даня Милохин, Ира Блан и Аня Покров объявили, что покидают Dream Team House.
В январе 2024 года команда тиктокерского дома заявила о реконструкции проекта до марта.

## Команда

### Текущие участники
| Участник       | Настоящее имя          | Страна  | Дата рождения            | Количество подписчиков в TikTok | Годы        |
| -------------- | ---------------------- | ------- | ------------------------ | ------------------------------- | ----------- |
| Артур Бабич    | Артур Бабич            | Украина | 16 мая 2000 (25 лет)     | 14.1 млн                        | С 2020 года |
| Маха Горячёва  | Мария Горячёва         | Россия  | 5 июля 1999 (26 лет)     | 10,1 млн                        | С 2020 года |
| Лианель        | Лиана Сулейманова      | Украина | 29 мая 2002 (23 года)    | 9,1 млн                         | С 2021 года |
| Мишель Кеннели |                        | Молдова | 25 января 2003 (22 года) | 7,5 млн                         | с 2022 года |
| Айм Катюша     | Екатерина Толстопятова | Россия  | 14 января 2003 (22 года) | 2,5 млн                         | с 2022 года |

### Бывшие участники
| Участник проекта  | Настоящее имя          | Страна     | Дата рождения             | Годы | Примечания                                |
| ----------------- | ---------------------- | ---------- | ------------------------- | ---- | ----------------------------------------- |
| Никита Мимимижка  | Денис Никулин          | Россия     | 12 января 2003 (22 года)  | 2020 | Бывший участник проекта, певец            |
| Tenderlybae       | Амина Мирзоева         | Россия     | 5 мая 2002 (23 года)      | 2020 | Бывшая участница проекта, певица          |
| Waterfork         | Артём Пименов          | Россия     | 30 июня 2001 (24 года)    | 2020 | Бывший участник проекта                   |
| Pipsses           | Ксения Литвинова       | Россия     | 5 июня 1998 (27 лет)      | 2020 | Бывшая участница проекта                  |
| Карина Манукян    |                        | Армения    | 22 июня 1998 (27 лет)     | 2020 | Бывшая участница проекта                  |
| Марина Манукян    |                        | Армения    | 22 июня 1998 (27 лет)     | 2020 | Бывшая участница проекта                  |
| Саша Лыгалов      | Александр Лыгалов      | Россия     | 3 марта 2001 (24 года)    | 2020 | Бывший участник проекта                   |
| Влад Неопознанный | Владислав Кочепасов    | Россия     | 30 июля 2000 (25 лет)     | 2020 | Бывший участник проекта, певец            |
| NickiGeser        | Вероника Герасимовская | Украина    | 23 апреля 1999 (26 лет)   | 2020 | Бывшая участница проекта                  |
| Настя Усеева      | Анастасия Усеева       | Казахстан  | 5 мая 2001 (24 года)      | 2020 | Бывшая участница проекта                  |
| Олег Romanenko    | Олег Романенко         | Россия     | 28 июля 2000 (25 лет)     | 2021 | Бывший участник проекта, певец            |
| Оля Шелби         | Ольга Шевченко         | Украина    | 18 декабря 1998 (26 лет)  | 2021 | Бывшая участница проекта, певица, актриса |
| Макс Климток      | Максим Климчук         | Украина    | 4 апреля 2001 (24 года)   | 2021 | Бывший участник проекта, певец            |
| Ник Манагер       | Никита Левинский       | Россия     | 3 ноября 2001 (23 года)   | 2021 | Бывший участник проекта, певец            |
| Аня Хахадетка     | Анна Калашник          | Узбекистан | 4 сентября 1997 (27 лет)  | 2021 | Бывшая участница проекта                  |
| Настя Рыжик       | Анастасия Балашова     | Россия     | 15 января 2002 (23 года)  | 2021 | Бывшая участница проекта, певица          |
| Диана Астер       | Диана Дмитриева        | Россия     | 19 апреля 2000 (25 лет)   | 2022 | Бывшая участница проекта, певица          |
| Ваша Маруся       | Мария Лодянова         | Россия     | 10 марта 2001 (24 года)   | 2022 | Бывшая участница проекта, певица          |
| Янгер             | Алексей Авдеев         | Россия     | 23 мая 2001 (24 года)     | 2023 | Бывший участник проекта                   |
| Влад Левский      | Владислав Михаилевский | Россия     | 15 января 1998 (27 лет)   | 2023 | Бывший участник проекта                   |
| Тен Юджин         | Евгений Бутов          | Украина    | 30 сентября 1997 (27 лет) | 2023 | Бывший участник проекта                   |
| Даня Милохин      | Данила Милохин         | Россия     | 6 декабря 2001 (23 года)  | 2023 | Бывший участник проекта, певец            |
| Аня Pokrov        | Анна Покровская        | Россия     | 15 декабря 1999 (25 лет)  | 2023 | Бывшая участница проекта, певица          |
| Ира Блан          | Ирина Блан             | Россия     | 30 января 1993 (32 года)  | 2023 | Бывшая участница проекта                  |

## Награды и номинации
| Год  | Премия                          | Номинация                                | Результат |
| ---- | ------------------------------- | ---------------------------------------- | --------- |
| 2021 | Nickelodeon Kids’ Choice Awards | Любимый дом блогеров российских зрителей | Номинация |
| 2021 | Fashion People Awards Teens     | Главный TikTok дом года                  | Победа    |
| 2022 | Жара Media Awards               | Лучший Tik-Tok дом                       | Победа    |